# Pieter Leemans
Pieter Leemans (Schaarbeek, 31 mei 1897 – Elsene, 10 januari 1980) was een Belgisch componist, muziekpedagoog, dirigent en pianist.

## Levensloop
Leemans kreeg - na zijn militaire dienst vanaf 1919 als muzikant (althoorn) in het fanfareorkest van het 4e Regiment Carabiniers - muziekles aan de muziekacademies in Sint-Joost-ten-Node en Etterbeek. Hij studeerde aan het Koninklijk Conservatorium Brussel bij Richard Kips (solfège) en Martin Lunssens (harmonie). Verder studeerde hij privé bij Paul Gilson (compositie en orkestratie). Hij begeleidde in zijn jeugd stomme films aan de piano in bioscopen.
In 1922 werd hij muziekleraar aan het atheneum in Schaarbeek (1922-1957) en in 1927 aan de muziekacademie in Etterbeek. In 1932 kreeg hij een functie als piano-begeleider bij het Nationaal Instituut voor de Radio-omroep (NIR). Later werd hij dirigent van een orkest bij deze institutie (1944-1962). In Schaarbeek dirigeerde hij lange jaren een kinderkoor. Van 1943 tot 1945 was hij eveneens dirigent van de Société philharmonique de Bruxelles.
In 1947 was hij de Belgische afgevaardigde bij het congres voor de normalisatie van de muzieknotatie in Genève. In 1952 werd Leemans als enige muzikant uitgenodigd op het derde kunstenaarsweekend in het kasteel Driekoningen van de gravin Hélène d'Hespel in Beernem.
In 1934 won hij de wedstrijd, die was georganiseerd door de Société de l'Exposition en de juryvoorzitter Paul Gilson - voor de officiële mars voor de Busselse Wereldtentoonstelling van 1935. Op 4 augustus 1934 werden de gepremieerde marsen tijdens een concert in de Park van Brussel door de Harmonie Communale onder leiding van Théo Mahy uitgevoerd en voorgesteld. Een jaar later won hij een andere wedstrijd met de Officiële Marsch van het "Oud Brussel" 1935 onder gebruik van het Brusselse volkslied "Mie Katoen" na de overgang van het eerste thema. Deze marsen werden gepresenteerd tijdens een concert op de grote Markt in Brussel met het Groot Harmonieorkest van de Belgische Gidsen onder leiding van Arthur Prévost. In 1943 behaalde hij een 1e prijs in een wedstrijd voor schoolzang. Hij werd eveneens bekroond in een compositiewedstrijd met zijn Voor een held - Dirge for the Fallen Heroes voor de oorlogsslachtoffers van de Tweede Wereldoorlog. De ongetwijfeld internationaal bekendste compositie van Leemans is de Mars van de Belgische Parachutisten (Marche officielle des parachutistes belges), die op 8 mei 1946 zijn première beleefde door eveneens het "Groot Harmonieorkest van de Belgische Gidsen", nu onder leiding van Franz Wangermée. In 1958 won hij de 1e en 2e plaats van 109 kandidaten voor een wedstrijd van de officiële mars van de Expo 58 in Brussel.

## Composities

### Werken voor orkest
- 1927 Pro Patria
- 1930 Fata Morgana
- 1931 Cortège oriental
- 1936 Beatrijs
- 1945 Voor een Held - Dirge for the Fallen Heroes, treurmars
- 1965 In memoriam
- 1967 De Klokken van Vlaanderen
- L'Aurore, symfonisch gedicht
- La Fontaine d'amour, voor viool en orkest
- Rapsodie met carillon
- Rendez-vous avec/met Tchaikowsky, fantaisie de concert
- Réverie d'automne, voor viool en orkest
- Sérénade mondaine, voor viool en orkest

### Werken voor harmonie- of fanfareorkest
- 1927 Pro Patria - Rapsodisch divertimento (Divertissement rhapsodique)
- 1929 Salvius Brabo, ouverture
- 1931 Moskwa, Russische rapsodie
- 1934 Officiële mars der Wereldtentoonstelling van Brussel 1935 - (Marche officielle de l'exposition internationale de Bruxelles 1935) - Respectueux hommage de l'auteur à Monsieur Frans Thys, Président et à MM. les Membres du Comité du "Vieux Bruxelles" 12 avril 1935
- 1935 Officiële Marsch van het "Oud Brussel" 1935 - (Marche officielle du "Vieux Bruxelles")
- 1945 Mars van de Belgische Parachutisten (Marche officielle des parachutistes belges)[3][4]
- 1945 Voor een Held - Dirge for the Fallen Heroes, treurmars
- 1946 Marsch der Belgische commando's (Marche officielle des commandos belges) - opgedragen aan "de moedige Belgische Commando's en hun dappere chef, Kolonel George Danloy"
- 1948 Belgian Air Force - (Force Aérienne Belge) à la gloire des ailes belges[5]
- 1958 Officiële mars van de Wereldtentoonstelling 1958 - (Marches de l'Exposition de Bruxelles 1958)
- 1963 Twaalf profielen van grote meesters naar een klein volksliedje (Douze profils de grands maîtres d'après une petite chanson)
- 1966 Europese rapsodie
- Atomium
- Derby
- Festival-mars "Boos Izegem"
- De Vrijheidsweg
- De vrolijke Fluiters
- Mars van het Lichte Vliegwezen (Marche de l'Aviation Légère)
- Lignatone
- Marsch der Belgische kantonniers (Marche du régiment des cantonniers belges)
- Uilenspiegel
- V
- Valeureux Liégeois

### Werken voor de omroep (luisterspelen)
- De Rattenvanger van Hameln
- Heer Halewijn
- Het Kindeke Jesus in Vlaanderen

### Vocale muziek

#### Werken voor koor
- 1936-1939 Kinderliederen, voor kinderkoor
- 1963 Valeriussuite, voor mannenkoor, blazers en slagwerk

#### Liederen
- 1934 Ave Maria, voor zangstem en orgel (of piano) en cello ad libitum
- 1936 De boottrekker (Le haleur), voor zangstem en piano - tekst: Léon Rubbens
- 1937 Slaapliedje voor Jimmy (Berceuse pour Jimmy), voor zangstem(men) en piano - tekst: Martien Beversluis, Franse vertaling: Léon Rubbens
- 1951 La ronde autour du monde voor 1 of 2 zangstemmen en piano - tekst: Paul Fort

### Kamermuziek
- 1931 Croquis Chinois (Chinees Kleinood), voor viool en piano

### Werken voor piano
- 1951 Histoires anciennes sur un mode nouveau - Negen korte pianostukken
- Belgian Air Force - à la gloire des ailes belges

### Filmmuziek
- 1935 En avant la musique
- 1964 Barabbas
- Berceuse mélancoique
- Épitaphe
- Le Sphinx pleure
- Les Métiers d'art du Maroc
- Liège
- N'Giri Djeralda
- Procession flamande
- Tournoi chevaleresque